# Pathologien
Pathologien (russisch Патологии Patologii) ist ein Werk des russischen Schriftstellers Sachar Prilepin über den Tschetschenienkrieg. Es erschien 2005 bei Andrejewski flag.
Das Buch basiert auf autobiografischen Themen. Der Autor diente während des Tschetschenienkrieges als Soldat bei Spezialeinheiten. Die Handlung des Romans spielt während des Tschetschenienkrieges, die Hauptfiguren des Romans sind Soldaten, die an Kampfhandlungen teilnehmen. Der russische Schriftsteller ist auch eine ungewöhnliche Figur, weil er der illegalen Nationalbolschewistischen Partei angehört(e).
Der Roman wurde in der russischen Presse positiv bewertet und wurde bereits mehrfach nachgedruckt. Er wurde bereits in verschiedene Sprachen übersetzt. Die Übersetzung von Joëlle Dublanchet ins Französische wurde 2007 von den „Éditions des Syrtes“ veröffentlicht. Sie  wurde 2008 mit dem Prix Russophonie ausgezeichnet.

## Werk
- Zachar Prilepin: Patologii. [Pathologien]. Moskau 2012.